# Packard Glacier
Packard Glacier är en glaciär i Antarktis. Den ligger i Östantarktis. Nya Zeeland gör anspråk på området. Packard Glacier ligger 825 meter över havet.
Terrängen runt Packard Glacier är kuperad norrut, men söderut är den bergig. Terrängen runt Packard Glacier sluttar söderut. Trakten är obefolkad. Det finns inga samhällen i närheten. 